# Angoual Bako (Doungou)
Angoual Bako (auch: Angoal Bako, Angoal Bako Haoussa, Angoual Bako Haoussa) ist ein Dorf in der Landgemeinde Doungou in Niger.

## Geographie
Das von einem traditionellen Ortsvorsteher (chef traditionnel) geleitete Dorf liegt am Rand des Trockentals Korama. Es befindet sich rund elf Kilometer östlich des Hauptorts Doungou der gleichnamigen Landgemeinde, die zum Departement Kantché in der Region Zinder gehört. Zu weiteren Siedlungen in der Umgebung von Angoual Bako zählen Taramni Haoussa im Nordwesten, Maïwando Haoussa im Norden und Magéma im Osten.
Es herrscht das Klima der Sahelzone vor, mit einer durchschnittlichen jährlichen Niederschlagsmenge zwischen 300 und 400 mm.

## Geschichte
Angoual Bako war von landesweiten Überschwemmungen im Jahr 2020 betroffen. Im Ort wurden als Hilfsmaßnahme an über ein Dutzend Haushalte Lebensmittel verteilt.

## Bevölkerung
Bei der Volkszählung 2012 hatte Angoual Bako 733 Einwohner, die in 117 Haushalten lebten. Bei der Volkszählung 2001 betrug die Einwohnerzahl 438 in 68 Haushalten und bei der Volkszählung 1988 belief sich die Einwohnerzahl auf 821 in 171 Haushalten.

## Wirtschaft und Infrastruktur
Es gibt eine Schule im Dorf. Die 25,76 Kilometer lange Route 740 zwischen dem Gemeindehauptort Doungou und dem Dorf Magéma verläuft durch Angoual Bako. Im Ort zweigt die 4,86 Kilometer lange Route 755 nach Maïwando Haoussa ab. Es handelt sich bei beiden Routen um wenig ausgebaute Landstraßen.